# Víctor González (Radsportler, 1974)
Víctor Hugo González Melo (* 21. Mai 1974 in Fusagasugá) ist ein kolumbianischer Straßenradrennfahrer.
Víctor González begann seine Karriere 1998 bei dem kolumbianischen Radsportteam Aguardiente Néctar-Selle Italia. In der Saison 2002 fuhr er für die Amateurmannschaft Alcaldía de Cabimas, mit der er die Gesamtwertung bei der Vuelta a Guatemala für sich entscheiden konnte. Im nächsten Jahr gewann er dort eine Etappe und er war bei einem Teilstück des Doble Copacabana Grand Prix Fides erfolgreich. 2005 konnte er die Gesamtwertung des Gran Premio Vila-Real gewinnen. Danach fuhr er zwei Jahre für das kolumbianische Continental Team Atom.

## Erfolge
2002
- Gesamtwertung Vuelta a Guatemala

2003
- eine Etappe Vuelta a Guatemala
- eine Etappe Doble Copacabana Grand Prix Fides

2005
- GP Vila-Real

## Teams
- 1998 Aguardiente Néctar-Selle Italia
- 2002 Alcaldía de Cabimas
- 2006–2007 Atom
- 2009 Néctar de Cundinamarca
- 2013 Bigcola José Noe Parra / Coltejer-Alcaldía de Manizales